# 3402-es mellékút (Magyarország)
A 3402-es számú mellékút egy közel 17,5 kilométeres hosszúságú, négy számjegyű mellékút Jász-Nagykun-Szolnok vármegye keleti részén; a hortobágyi tájat átszelő kevés közút egyike, Tiszaörstől húzódik a Tiszafüredhez tartozó, de különálló Kócsújfalu településrész térségéig; Nagyiván község legfontosabb (lényegében egyedüli) közúti megközelítési útvonala.

## Nyomvonala
Tiszaörs központjában ágazik ki a 34-es főútból, annak a 12+800-as kilométerszelvénye közelében, kelet-délkelet felé. Gyóni Géza út néven húzódik a lakott terület keleti széléig, amit nagyjából 800 méter után hagy el. 1,8 kilométer megtétele után kissé északabbi irányt vesz, a harmadik kilométerénél viszont újra délkeletnek fordul. 3,9 kilométer után Nagyállás nevű külterületi településrész és az ottani mezőgazdasági jellegű telephely mellett halad el, majd változatlan irányban halad tovább, mígnem – 6,4 kilométer megtétele után – el nem éri Tiszaörs, Kunmadaras és Nagyiván hármashatárát.
Ezután egy darabig e két utóbbi település határvonalát kíséri, de nagyjából 7,2 kilométer megtétele után már teljesen nagyiváni határok közt jár, s közben előbb keleti, majd kelet-északkeleti irányt vesz. 8,9 kilométer után éri el Nagyiván nyugati szélét, ahol az Örsi út nevet veszi fel, a központban pedig Fő út lesz a neve. Így is lép ki a belterületről, már északnak fordulva, nagyjából 10,6 kilométer megtételét követően. A 14. kilométerét elhagyva átszeli Tiszafüred határát, utolsó kilométereit a városhoz tartozó külterületek közt teljesíti. Ott is ér véget, Kócsújfalu településrésztől nem messze nyugati irányban, beletorkollva a 33-as főútba, annak az 53. kilométere közelében.
Teljes hossza, az országos közutak térképes nyilvántartását szolgáló kira.kozut.hu adatbázisa szerint 17,477 kilométer.

## Története
1934-ben a kereskedelem- és közlekedésügyi miniszter 70 846/1934. számú rendelete a Tiszaörs és Nagyiván közti szakaszát harmadrendű főúttá nyilvánította, a Tiszaörs és Nádudvar közti 326-os főút részeként. A döntés annak ellenére született meg, hogy az útvonal Nagyiván-Nádudvar közti szakasza (a rendelet alapján 1937-ben készült közlekedési térkép tanúsága szerint) akkor még nem épült ki, és minden valószínűség szerint soha nem is valósult meg.

## Települések az út mentén
- Tiszaörs
- (Kunmadaras)
- Nagyiván
- Tiszafüred-Kócsújfalu